# Massimo Di Giorgio
Massimo Di Giorgio (né le 22 mars 1958 à Udine) est un athlète italien, spécialiste du saut en hauteur.
Il remporte la médaille de bronze lors des Championnats d’Europe en salle en 1983. Il est sept fois champion d’Italie.
Le 13 juin 1981, il bat le record national en 2,30 m dans sa ville natale.